# Adriel Ba Loua
Adriel D'Avila Ba Loua (ur. 25 lipca 1996 w Abidżanie) – iworyjski piłkarz występujący na pozycji pomocnika w SM Caen.

## Kariera klubowa
Wychowanek ASEC Mimosas, w trakcie swojej kariery grał także w takich zespołach, jak Lille OSC B, Vejle BK, MFK Karviná oraz Viktoria Pilzno. 27 sierpnia 2021 został wykupiony z Viktorii przez Lecha Poznań za rekordową dla tego klubu kwotę 1,20 mln euro. 17 września 2021 w meczu przeciwko Wiśle Kraków zdobył swojego pierwszego gola w Ekstraklasie.

## Sukcesy
Viktoria Pilzno
- mistrzostwo Czech: 2021/22

Lech Poznań
- Mistrzostwo Polski: 2021/2022, 2024/2025